# Урочище Сусарево
Урочище Сусарево ― пойменный лес естественного и искусственного происхождения с ассортиментом пород из ясеня, тополя,
дуба, вяза и фрагментами лугов и болот. Урочище представляет собой комплекс типичной пойменной растительности долины Нижнего Дона. Расположено на левом  берегу реки Дон и правом берегу озера Старый Дон, севернее города Семикаракорска, Ростовская область. Общая площадь составляет 327,0 га.

## Описание
Представляет собой комплексный памятник природы местного значения с режимом заказника, является особо охраняемой природной территорией. Образован в 1977 году.
В урочище располагается пойменный лес естественного  и искусственного происхождения, состоящий из ясеня, тополя, дуба, вяза и фрагментами лугов и болот.
Экосистема степная.
Рельеф заказника представляет собой небольшое овраго-балочное расчленение с сильно развитой густой сетью слабовыраженных протяжин.
Почвы в урочище ― пойменные, луговые, темноцветные, тяжелосуглинистые,  солончаковые и солонцеватые. Поверхность нижнедонской поймы характеризуется многочисленными повышениями отложенного аллювия.
Флора заказника представлена осокоревыми, ясеневыми и другими насаждениями. К преобладающим породам относятся осокорь, ветла, тополь белый, также имеется имеются дуб, ясень зелёный, вяз обыкновенный, сосна крымская. Встречаются кустарниковые заросли нескольких видов ив, на возвышенностях ― терновники.
В травянистом покрове преобладают вейник наземный, ежевика, кирказон, мятлик лесной, лопух. Из лекарственных растений представлены шалфей, подорожник, ромашка, одуванчик, полынь, цикорий, шиповник, крушина слабительная, кирказон, ежевика, синеголовник.
Животный мир заказника разнообразен и представлен различными видами. Урочище является средой обитания таких животных как: белогрудый ёж, землеройки, лисица, каменная куница, ласка, заяц-русак; птицы ― орлан-белохвост, чёрный коршун, обыкновенная пустельга, кобчик, камышница, иволга, дятлы и многие другие.